# Believe (pesem)
"Believe" je pesem, ki jo izvaja ameriška pevka Cher. Pesem je nastala v sodelovanju s Brianom Higginsom, Stuartom McLennenom, Paulom Barryom, Stevenom Torchom, Matthewom Grayom, Timothyem Powellom in založniško hišo Warner Bros.
Po tej pesmi je poimenovan tudi njen 22. studijski album, ki je izšel leta 1998.

## Dosežki
Skladba Believe je bila prelomnica v njeni karieri in glasbenem stilu. Skladba je bila ustvarjena s pomočjo Auto-Tunea, ki je ustvaril robotično vibracija glasu, kar je Cher uporabila v pesmi.